# Ilvo Diamanti
Ilvo Diamanti (Cuneo, 4 settembre 1952) è un sociologo e politologo italiano.

## Biografia
Nato a Cuneo da genitori vicentini, si trasferisce a Vicenza a 14 anni e si diploma al liceo classico Pigafetta; si è laureato in Scienze politiche presso l'Università degli Studi di Padova. In seguito ha conseguito il dottorato di ricerca in Sociologia e ricerca sociale all'Università degli Studi di Trento. 
Negli anni settanta diresse il centro studi sindacali della CISL della provincia di Vicenza. Collaborerà con la Fondazione Giuseppe Corazzin, scriverà sulla rivista Strumenti. Questioni, vicende, cronache dell'area periferica.
È stato ricercatore di metodologia della ricerca sociale, presso la Facoltà di Statistica dell'Università di Padova e professore associato di Sociologia economica e urbana presso l'Università di Urbino "Carlo Bo". Attualmente è professore ordinario di Scienza politica nella facoltà di scienze politiche presso l'Università di Urbino “Carlo Bo” dove, peraltro, è stato pro-rettore alle relazioni internazionali e territorio. Presso la Facoltà di Sociologia dell'Università di Urbino "Carlo Bo" ha fondato e dirige il Laboratorio di Studi Politici e Sociali, che si occupa di formazione e di ricerca in ambito nazionale e internazionale. Dirige, inoltre, il Corso di Alta Formazione in Opinione Pubblica e Rappresentanza (OPERA). È stato coordinatore del dottorato di ricerca in sociologia dei fenomeni culturali e dei processi normativi (dal 2001 al 2003).
Dal 1995 insegna « Régimes Politiques Comparés » nel master in « Etudes Politiques » presso l'Università Paris II, Panthéon-Assas.
È stato direttore scientifico della Fondazione Nord Est di Venezia (dal 1999 al 2003). Attualmente ha la responsabilità scientifica di Demos & Pi. L'istituto cura indagini periodiche sulla società italiana. Tra queste il rapporto annuale “Gli italiani e lo stato” e le rilevazioni trimestrali de “L'Osservatorio sul capitale sociale degli italiani”. Dal 2011 è Presidente della Società Italiana di Studi Elettorali (SISE)
Ha collaborato e collabora con importanti testate nazionali. In particolare, cura su Il Gazzettino di Venezia l'“Osservatorio sul Nordest”; dal 1995 al 2001, è stato editorialista de Il Sole 24 Ore. Dal 2001, sul quotidiano la Repubblica, tratteggia "Mappe" della politica e della società italiana. Sulla versione on-line de la Repubblica tiene anche una rubrica chiamata "Bussole", con editoriali sulla società. Partecipa alle attività di ricerca di Itanes (Italian National Elections Studies).
In televisione, partecipa da tempo ai programmi di Corrado Augias, come ospite fisso. In particolare ai “Visionari” e, attualmente, a “Quante storie”, con sondaggi e analisi.
Nella stagione 2015-16 di Ballarò ha curato la rubrica Password, da cui ha tratto un libro, pubblicato da poco da Feltrinelli.
È membro del comitato scientifico ed editoriale delle riviste: Rassegna Italiana di Sociologia, Rivista Italiana di Scienza Politica, Political and Economic Trends, Limes, Sviluppo locale, Economia e Società Regionale, Critique Internationale.
È stato presidente dell'ISIA di Urbino, dal 21 luglio 2016 al 31 ottobre 2022.

## Attività istituzionali
Negli anni settanta è stato segretario provinciale delle ACLI di Vicenza.
Tra il 1978 e il 1980 e fra il 1983 e il 1985: consulente dell'amministrazione di Vicenza per le politiche giovanili.
Dal 2001 al 2005 è stato membro del Comitato Scientifico della regione Campania.
Nel 2016 su invito della presidente della Camera, è nominato membro della “Commissione parlamentare sull'intolleranza, la xenofobia, il razzismo e i fenomeni di odio etnico”.
È stato presidente della Fondazione Roi di Vicenza, succedendo a Gianni Zonin. 
Risulta controverso tale incarico, viene infatti definito dalla stampa locale: "un integerrimo alfiere di riservatezza, segretezza, silenzio e affini", come pure: "Nessuna azione di responsabilità contro Zonin & c.: pessimo fine mandato in Fondazione Roi del presidente Ilvo Diamanti".

## Ambiti di studio
Ha condotto studi e ricerche che vertono, principalmente, su quattro argomenti:
- Il cambiamento sociale del paese attraverso le generazioni: le culture giovanili, il passaggio tra i valori della generazione nata dopo la guerra e formatasi negli anni '60 e '70, e i figli: i giovanissimi, la generazione “invisibile”, che non ha conosciuto i muri, le ideologie; ma è priva di certezza, flessibile, controlla con abilità le nuove tecnologie della comunicazione.
- Le trasformazioni del rapporto fra società e politica, la crisi dei partiti della prima Repubblica, l'emergere di nuove formazioni: le leghe autonomiste, Forza Italia e i “partiti personali”.
- L'evoluzione del nesso fra territorio e politica: l'eclissi e la reviviscenza dell'identità nazionale, l'affermarsi dei regionalismi e dei localismi, l'integrazione e la costruzione europea, l'illusione della politica senza territorio.
- I temi della cittadinanza e della sicurezza nel rapporto con l'immigrazione.

Attualmente sta conducendo alcune ricerche, in ambito europeo, per analizzare, in modo comparato, come si stiano modificando, in tempi di integrazione e di allargamento, i temi della cittadinanza, dell'identità, della partecipazione.

## Vita privata
Sposato, vive a Caldogno, alle porte di Vicenza.

## Opere principali
- 2018, Popolocrazia. La metamorfosi delle nostre democrazie, Roma, Laterza
- 2016, Password. Renzi, la Juve e altre questioni italiane, Feltrinelli
- 2014, Democrazia Ibrida, Roma, Laterza
- 2013, con F. Bordignon e L. Ceccarini (a cura di), Un salto nel voto, Roma, Laterza
- 2012, Gramsci, Manzoni e mia suocera. Quando gli esperti sbagliano le previsioni politiche, Bologna, Il Mulino
- 2011, Tempi strani, Milano, Feltrinelli
- 2009, Mappe dell'Italia politica, Bologna, il Mulino
- 2009, Sillabario dei tempi tristi, Milano, Feltrinelli
- 2007 (a cura di), Società e partiti in Europa dopo la caduta del muro, numero monografico della “Rassegna Italiana di Sociologia”, n. 3
- 2003 Bianco, rosso, verde… e azzurro. Mappe e colori dell'Italia politica, Bologna, Il Mulino.
- 1999 (a cura di), La generazione invisibile, Milano, Edizioni Il Sole 24 Ore.
- 1997 con M. Lazar (a cura di), Politique à l'italienne, Paris, PUF.
- 1996 Il male del Nord. Lega, localismo, secessione, Roma, Donzelli.
- 1993 La Lega. Geografia, storia e sociologia di un nuovo soggetto politico, (1995 ed. agg.), Roma, Donzelli.
- 1992 con G. Riccamboni, La parabola del voto bianco, Vicenza, Neri Pozza
- 1991 con A. Parisi, Elezioni a Trieste. Identità territoriale e comportamento di voto, Bologna, il Mulino
- 1986 con Percy Allum, '50/'80, vent'anni. Due generazioni di giovani a confronto, Roma, Edizioni Lavoro.
- "Il M5S. Una mappa della crisi della democrazia rappresentativa", in ComPol, 1/2013
- (con L. Ceccarini) "The election campaign and the 'last minute' deciders", in Contemporary Italian Politics, 1/2013
- (con L. Ceccarini e M. Lazar)  "Fine di un ciclo: la destrutturazione del sistema partitico italiano", in Politica in Italia: i fatti dell'anno e le interpretazioni, di Bosco A. e McDonnel D., 2012, Bologna, Il Mulino
- "The Italian Centre-Right and Centre-Left: Between Parties and ‘the Party’", in West European Politics, 4/2007, pp. 733 - 762
- (con L. Ceccarini) "Catholics and politics after the Christian Democrats: the influential minority", Journal of Italian Modern Studies, 1/2007, pp. 8-36
- (con E. Lello) "The 'Casa delle Libertà': A House of Cards?", in Modern Italy, 1/2005, pp. 9–35;